# Friedrich Staub

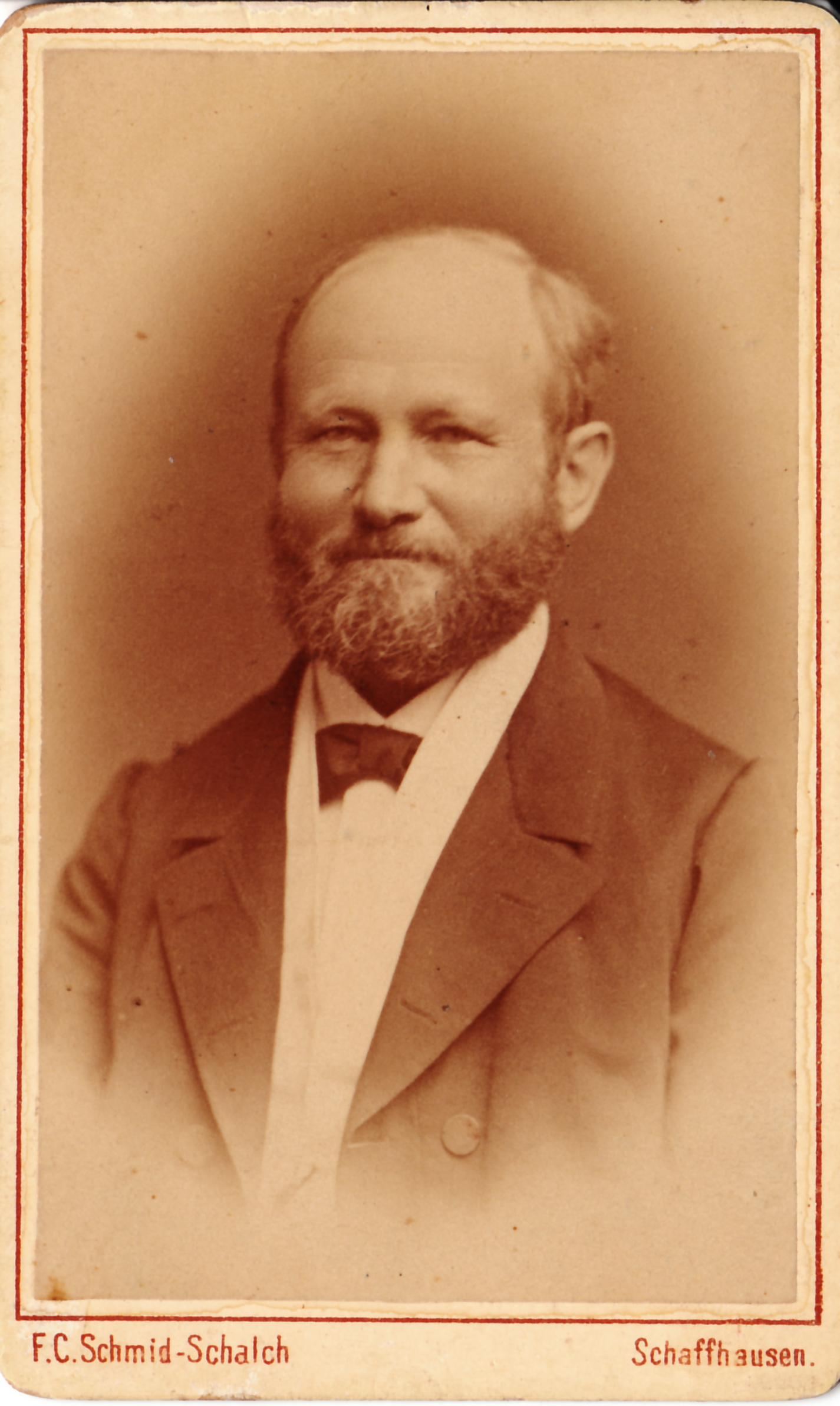
Friedrich Staub

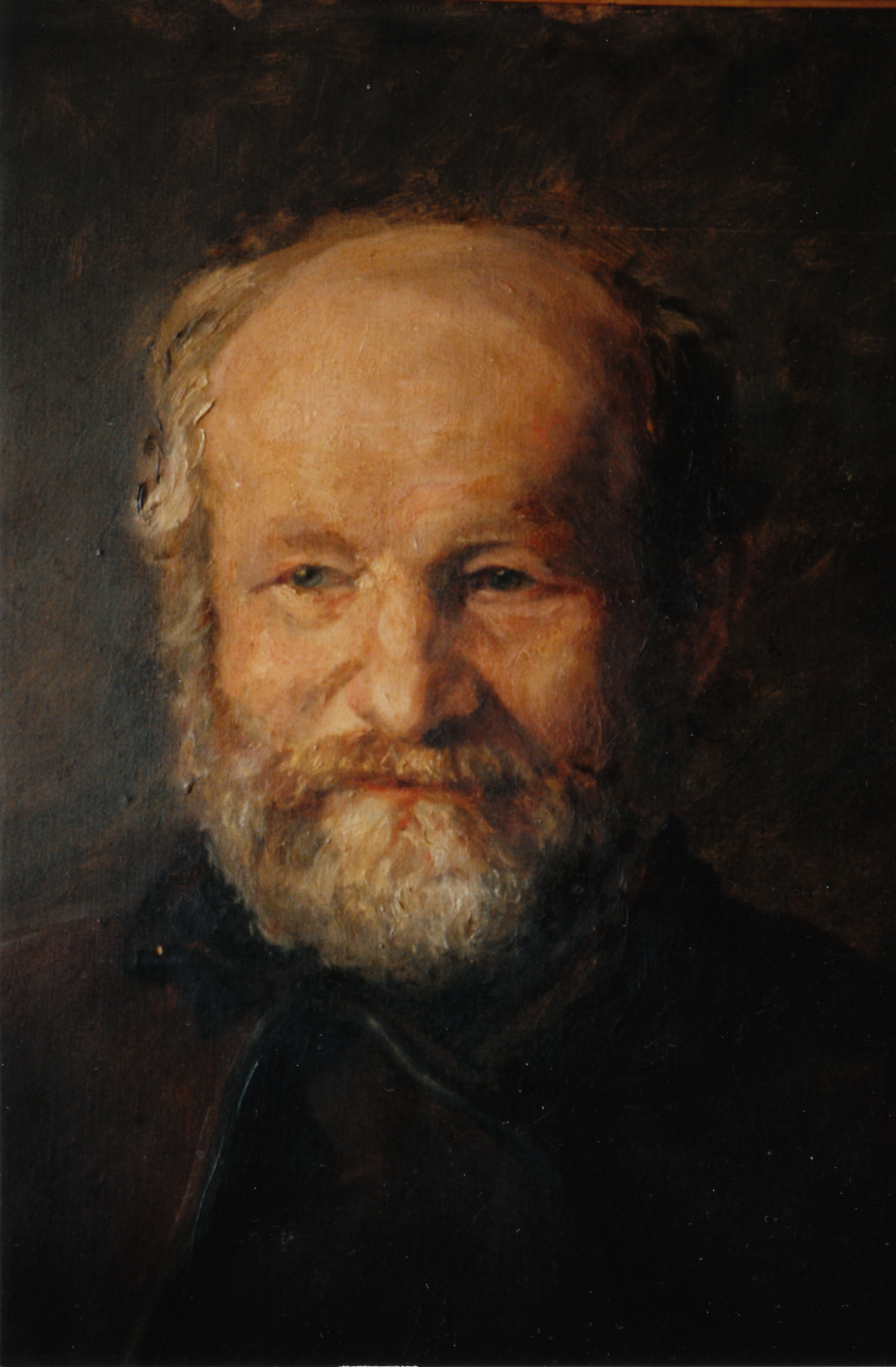
Friedrich Staub 1893

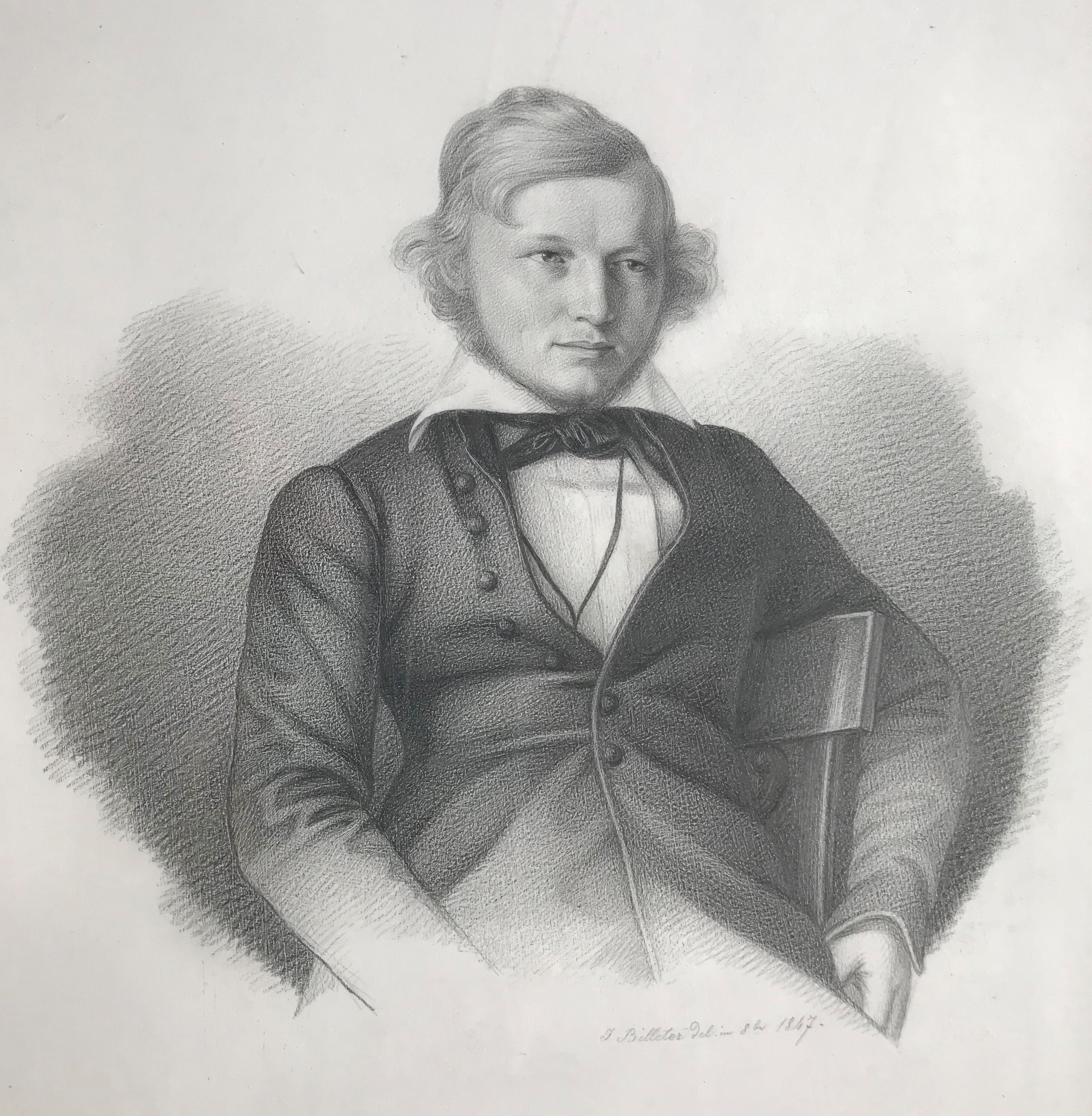
Fritz Staub 1847

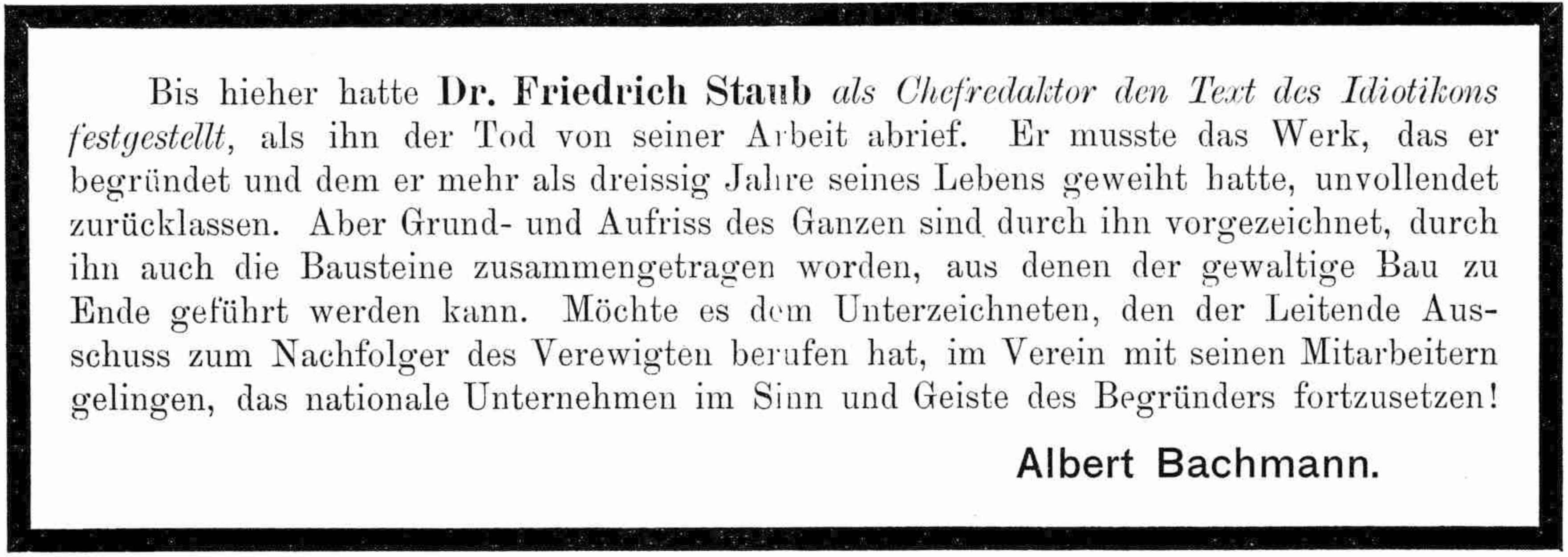
Todesanzeige für Friedrich Staub im Schweizerischen Idiotikon, Band IV, Spalte 351/2

Friedrich (Fritz) Rudolf Staub (* 30. März 1826 in Männedorf; † 3. August 1896 in Zürich-Fluntern) war ein Schweizer Dialektologe, Lexikograph und Bibliothekar. Bleibende Verdienste erwarb er sich als Gründer des Schweizerischen Idiotikons und als Initiator der Schweizerischen Nationalbibliothek.

## Leben und Werk
Staub kam als Sohn eines Baumwollfabrikanten zur Welt. Er besuchte den ersten Unterricht an einer Privatschule, dann das öffentliche Gymnasium (Kantonsschule) in Zürich, studierte 1845–47 an der theologischen und hauptsächlich an der philosophischen Fakultät der Universität Zürich, und anschliessend studierte er 1847–48 noch Philologie an der Universität Bonn.
Nach Männedorf zurückgekehrt, wurde Staub 1848 Lehrer an Eduard Billeters ursprünglich für zehn Knaben konzipiertem Internat im Hause «Liebegg». Er übernahm die Schule 1850, verlegte sie in sein Elternhaus «zum Felsenhof», baute sie aus (ein grosser Teil der Schüler stammte aus dem Welschland) und leitete sie bis 1858, wonach er sie den Brüdern Heinrich und Jakob Labhart überliess. Anschliessend war Staub 1858–62 Privatgelehrter in Zürich.
Auf Anregung der Antiquarischen Gesellschaft in Zürich, vor welcher er einen Vortrag zum Thema «Wert und Bedeutung des Dialektes» gehalten hatte, begründete er zusammen mit Ludwig Tobler 1862 das Schweizerische Idiotikon, dessen Leiter er bis zu seinem Tode 1896 war. Staub war nicht allein Wörterbuchredaktor, sondern auch unermüdlich um das Zusammenkommen des Datenmaterials besorgt. In fast allen Deutschschweizer Kantonen machte er eigene Erhebungen, selbst in den Sprachinseln im Tessin und im Piemont (Gurin, Pomatt, Saley und Ager). 1868 verlieh ihm die Philosophische Fakultät der Universität Zürich «auf Grund seiner für die Wissenschaft so bedeutenden Vorarbeiten für das Schweizer Idiotikon und wegen seiner soeben erschienenen Schrift über das Brot» den Doktortitel honoris causa.
Parallel zu seiner Arbeit am Wörterbuch war Staub 1871–85 Unterbibliothekar bzw. 1885–87 Leitender Bibliothekar an der Stadtbibliothek Zürich (heute Zentralbibliothek Zürich) und initiierte 1891 die Gründung der Schweizerischen Landesbibliothek (heute Schweizerische Nationalbibliothek).
Staub litt an zunehmender Sehschwäche, die ihn immer mehr bei seiner Arbeit beeinträchtigte. Nachdem er überraschend an einer Lungenentzündung gestorben war, wurde Albert Bachmann Nachfolger Staubs als Chefredaktor des Schweizerischen Idiotikons.
Sein wissenschaftlicher Nachlass befindet sich im Archiv des Schweizerischen Idiotikons, seine Sammlung von Autographen und Drucken teils im Schweizerischen Literaturarchiv und teils ebenfalls am Schweizerischen Idiotikon.

## Staubsches Gesetz
Staub formulierte 1874 erstmals eine in den meisten alemannischen Mundarten auftretende sprachliche Gesetzmässigkeit, die heute nach ihm Staubsches Gesetz genannt wird. Es betrifft den Schwund eines Nasals vor homorganen Spiranten (/x/, /f/, /s/, /ʃ/, /ʋ/) unter Dehnung oder Diphthongierung des vorhergehenden Stammvokals, beispielsweise mittelhochdeutsch sanft > schweizerdeutsch saaft oder sauft; Fënster > Fäischter; finster > fiischter oder feischter; Honwîl (Ortsname) > Höiel; [Ofen-]Kunst > Chuuscht oder Chouscht; fünf > füüf oder föif. Im Höchstalemannischen ist das Staubsche Gesetz auch vor /nx/ aus mittelhochdeutsch /nk/ eingetreten, etwa mittelhochdeutsch Anken > Ouche, Ouhe; tränken > treiche, treihe; stinken > stiiche, stiihe; Kunkel > Chuuchle.

## Publikationen
- Das Brot im Spiegel schweizerdeutscher Volkssprache und Sitte. Lese schweizerischer Gebäckenamen. Aus den Papieren des Schweizerischen Idiotikons. Leipzig 1868 (Digitalisat).
- Die Vokalisierung des N bei den schweizerischen Alemannen. Halle 1874 (Digitalisat) (unter dem Titel: Ein schweizerisch-alemannisches Lautgesetz auch in Deutsche Mundarten 7, 1877, S. 18–36, 191–207, 333–389).
- [Neuedition und Kommentierung:] Ulrich Zwingli: Wie man die jugendt in guten sitten … uferziehen unnd leeren sölle. In: Sammlung selten gewordener pädagogischer Schriften des 16. und 17. Jahrhunderts. Hrsg. v. August Israel. 4. Heft. Zschopau ca. 1880.
- [wohl zusammen mit Ludwig Tobler:] Die Reihenfolge in mundartlichen Wörterbüchern und die Revision des Alphabetes. Ein Vorschlag zur Vereinigung, vorgelegt vom Büreau des Schweizerdeutschen Idiotikons. [Zürich 1876].
- Schweizerisches Idiotikon. Wörterbuch der schweizerdeutschen Sprache. Frauenfeld 1881 ff.: zahlreiche Wortartikel von 1881 bis 1896 (Band I bis Anfang von Band IV).